# Jezreel's tower
Jezreel's tower, även känt som Jezreel's temple, var en byggnad i Gillingham, Kent i England. Den började byggas på 1880-talet och var tänkt som högkvarter för jezreeliterna, en sekt som utgick från kulten kring Joanna Southcott (1750–1814) och leddes av James Jershom Jezreel, född James White.
Enligt Jezreel valde han platsen för byggnaden, på toppen av Chatham Hill, efter en uppenbarelse från Gud. I en dröm hade han sett hur han skulle leda de 144 000 som nämns i Uppenbarelseboken och ville uppföra ett nytt Jerusalem åt dem. Byggnadens kubiska proportioner utgick från Uppenbarelseboken 21:16: "Och staden utgjorde en fyrkant, och dess längd var lika stor som dess bredd. ... dess längd och bredd och höjd voro lika." Fasaden var tänkt att vara smyckad med symboler från Uppenbarelseboken.
Innan byggandet påbörjades avled Jezreel den 2 mars 1885. Ledarskapet för sekten övertogs av hans hustru Clarissa, som kallade sig Esther och fick det sarkastiska smeknamnet "Queen Esther" i pressen. Byggandet av tornet inleddes den 19 september 1885. Sekten fick kort efter detta ekonomiska problem och började snabbt att krympa. När Esther avled i juli 1888 uppstod splittringar bland de kvarvarande anhängarna och byggandet upphörde. Några av jezreeliterna fortsatte att hyra delar av byggnaden fram till 1905, varefter den började att demoleras. Rivningsfirman gick dock i konkurs och den övergivna byggnaden fanns kvar som ett udda landmärke i flera decennier. Den revs slutligen 1961.